# 에리고네

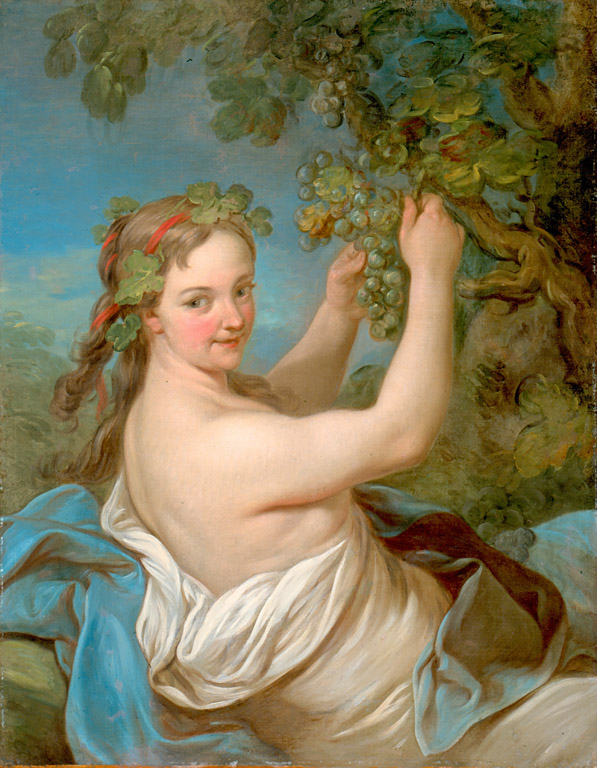
에리고네 (1747).

에리고네(Erigone)는 그리스 신화에 나오는 이카리오스의 딸이다. 디오니소스에게 포도주 만드는 법을 배운 아버지는 이웃 사람들에게 포도주를 먹였는데 포도주에 취해 버린 그들은 독을 마셨다고 생각하여 그를 죽였다. 애견 마이라의 인도로 그녀는 아버지의 유해를 찾아내고 자신도 나무에 목을 매어 죽었다. 죽은 후 그녀는 하늘로 올라가서 처녀자리가 되었다.